# بردکونک
بردکونک (به ارمنی: Բերդկունք) با نام تاریخی آزات (به ارمنی: Ազատ) یک شهر در ارمنستان است که در استان گغارکونیک واقع شده‌است. بردکونک در ۱۴ کیلومتری شمال غرب گاوار، مرکز استان گغارکونیک واقع شده‌است.

## خصوصیات
بردکونک ۲۵۳ نفر جمعیت دارد و ۱۹۳۰ (۱٬۹۳۹) متر بالاتر از سطح دریا واقع شده‌است.
| سال   | ۲۰۰۱ | ۲۰۰۴ |
| جمعیت | ۲۵۳  | ۲۶۵  |

## نگارخانه

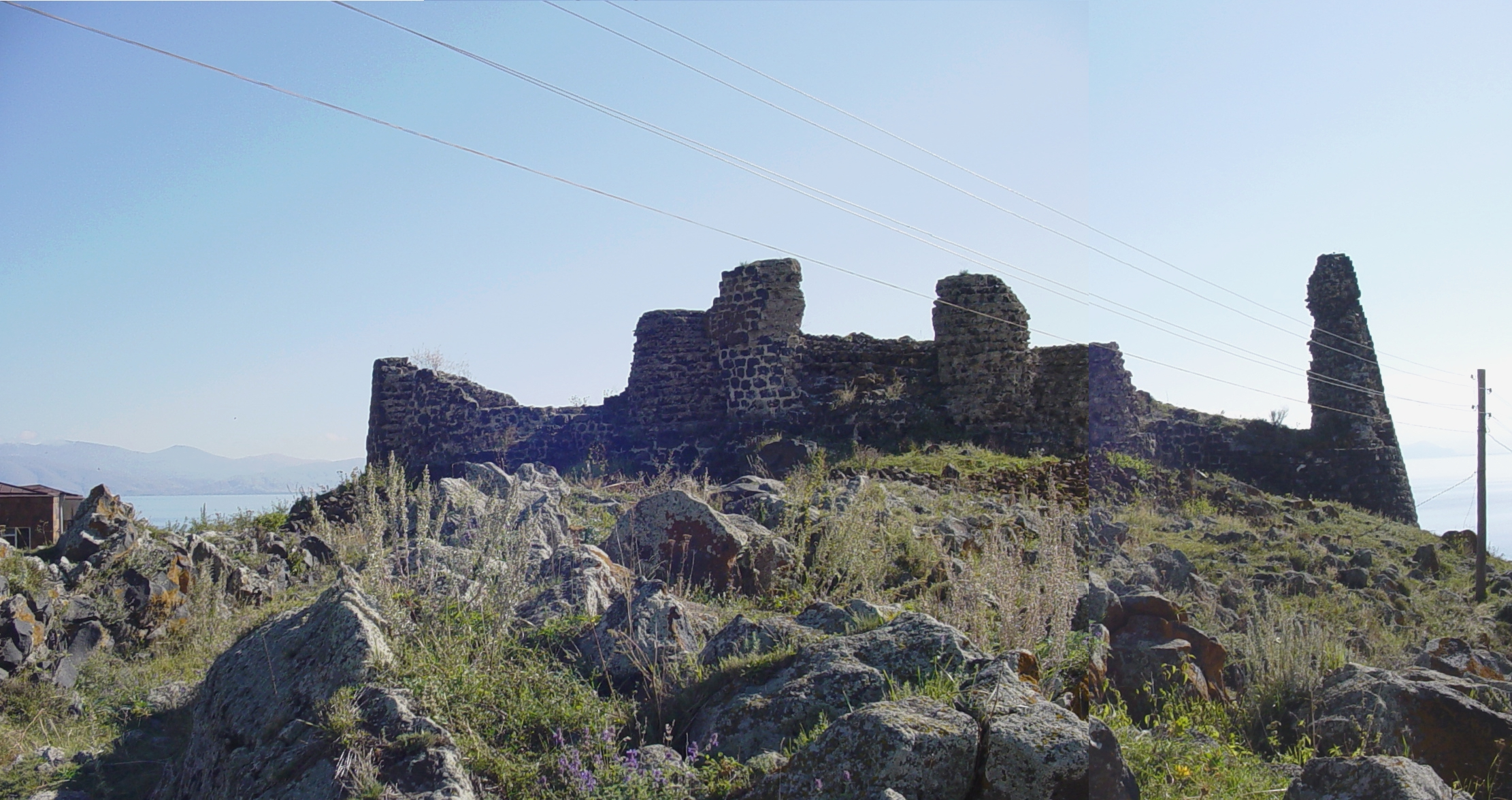
Berdkunk Fortress, front view
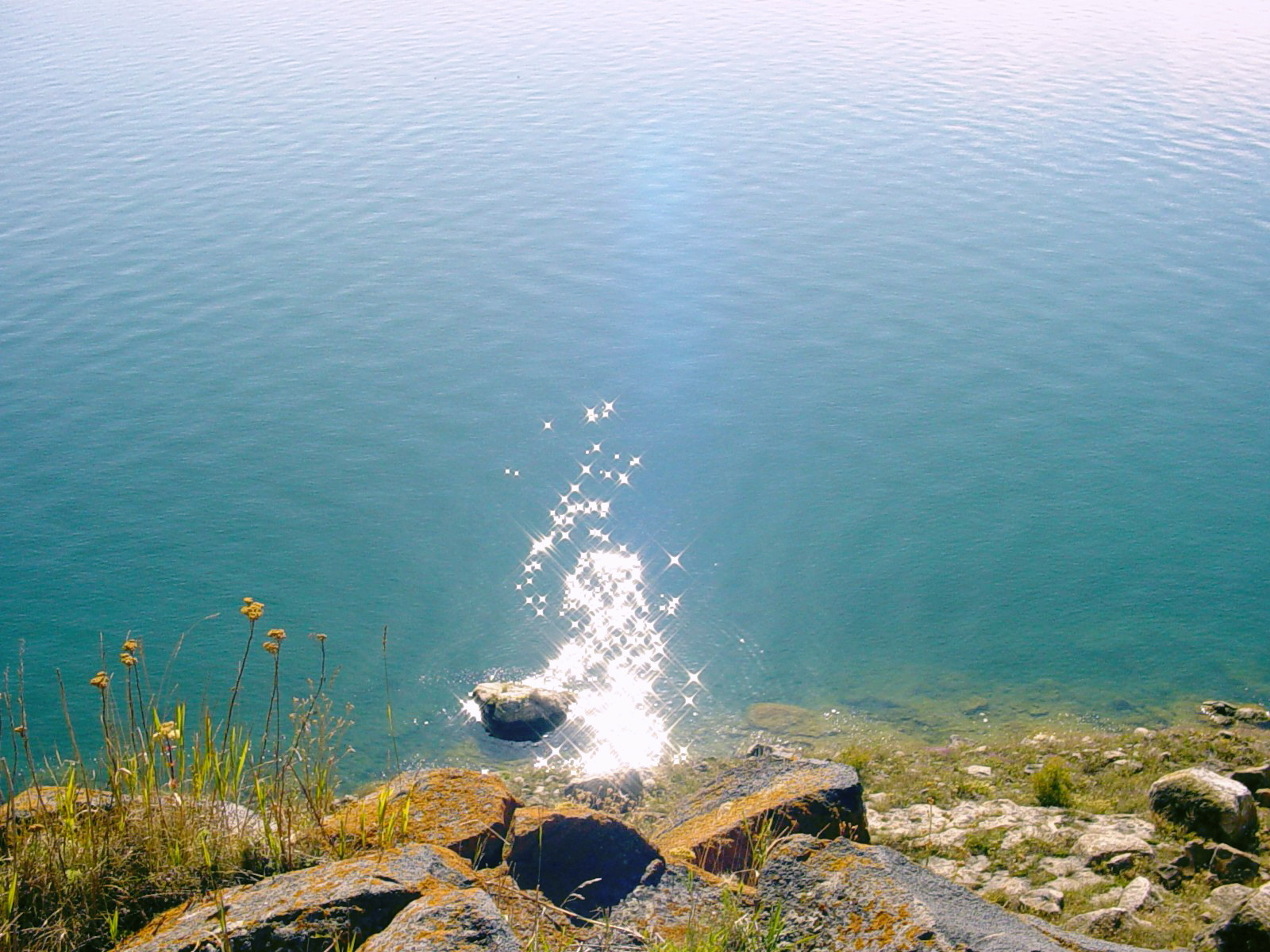
Berdkunk Fortress